# Włodzimierz Mirowski
Włodzimierz Mirowski (ur. 1927, zm. 8 stycznia 2009 w Warszawie) – polski socjolog, profesor doktor habilitowany, wykładowca akademicki i publicysta. W latach 1990–1998 piastował stanowisko kierownika Zakładu Studiów Indywidualnych w Instytucie Filozofii i Socjologii PAN, w latach 1992–1995 wiceprzewodniczący Rady Naukowej w Instytucie Filozofii i Socjologii PAN, a w latach 1996–2002 wiceprzewodniczący Rady Naukowej Instytutu Rozwoju Wsi i Rolnictwa PAN.
Był wykładowcą Uniwersytetu im. Marii Curie-Skłodowskiej w Lublinie na Wydziale Filozofii i Socjologii w latach 1978–1992 oraz Wyższej Szkoły Turystyki i Rekreacji im. Mieczysława Orłowicza w Warszawie od 1996 r., do swojej śmierci.